# 昭化镇
昭化鎮，位於中國四川省廣元市昭化区，是一個有著非常悠久歷史的城鎮，以其深厚的三国文化著称。早在舊石器時期就已有人聚居。蜀汉丞相费祎在此开府治事，死后葬于昭化古城；关羽义子关索之妻鲍三娘死后葬于昭化古城曲回村。秦代置县，沿用蜀地之名“葭萌”，葭萌关因此得名。这里曾是苴國的都邑，也是三国时张飞挑灯夜战马超发生之地。至蜀汉时，葭萌更名为汉寿。宋代时，宋太祖為昭示帝德，化育人心，于開寶五年（972年）改称“昭化”。
撤销朝阳乡、大朝乡，将其所属行政区域划归昭化镇管辖，昭化镇人民政府驻相府街80号。

## 行政区划
现辖：
昭化镇社区、坪雾社区、天雄村、城关村、战胜村、摆宴村、石盘村、坪雾村、凤凰村和鸭浮村。

## 旅遊
- 葭萌關
- 费袆墓
- 昭化古城

## 特产
昭化韭黄：中国地理标志产品。

## 外部連結
1. ↑  四川省人民政府关于同意广元市调整青川县等4个县（区）部分乡镇行政区划的批复（川府民政〔2019〕26号）。
2. ↑  . 中华人民共和国国家统计局. 2023 （中文（中国大陆））.[]

- 昭化古城网 （页面存档备份，存于）
- 昭化古城：三国费袆墓昭化古城旅游三国旅游网 （页面存档备份，存于）